# Giwi Tschocheli
Giwi Tschocheli (georgisch გივი ჩოხელი, russisch Гиви Дмитриевич Чохели; * 27. Juni 1937 in Telawi; † 25. Februar 1994 in Tiflis) war ein sowjetischer Fußballspieler und -trainer.

## Vereinskarriere
Tschocheli spielte von 1955 bis 1969 bei Dinamo Tiflis. 1964 gelang ihn mit seinem georgischen Heimatverein sogar der Meistertitel in der Sowjetunion. Er beendete seine aktive Vereinskarriere 1969.

## Internationale Karriere
Tschocheli nahm an der Fußball-Europameisterschaft 1960 in Frankreich teil und gewann mit der sowjetischen Auswahl den Titel. 1962 nahm er an der Fußball-WM in Chile teil. Im Viertelfinale schieden die Sowjets gegen Gastgeber Chile aus. Insgesamt spielte er 19 Mal für die Sowjetunion.

## Nach der aktiven Karriere

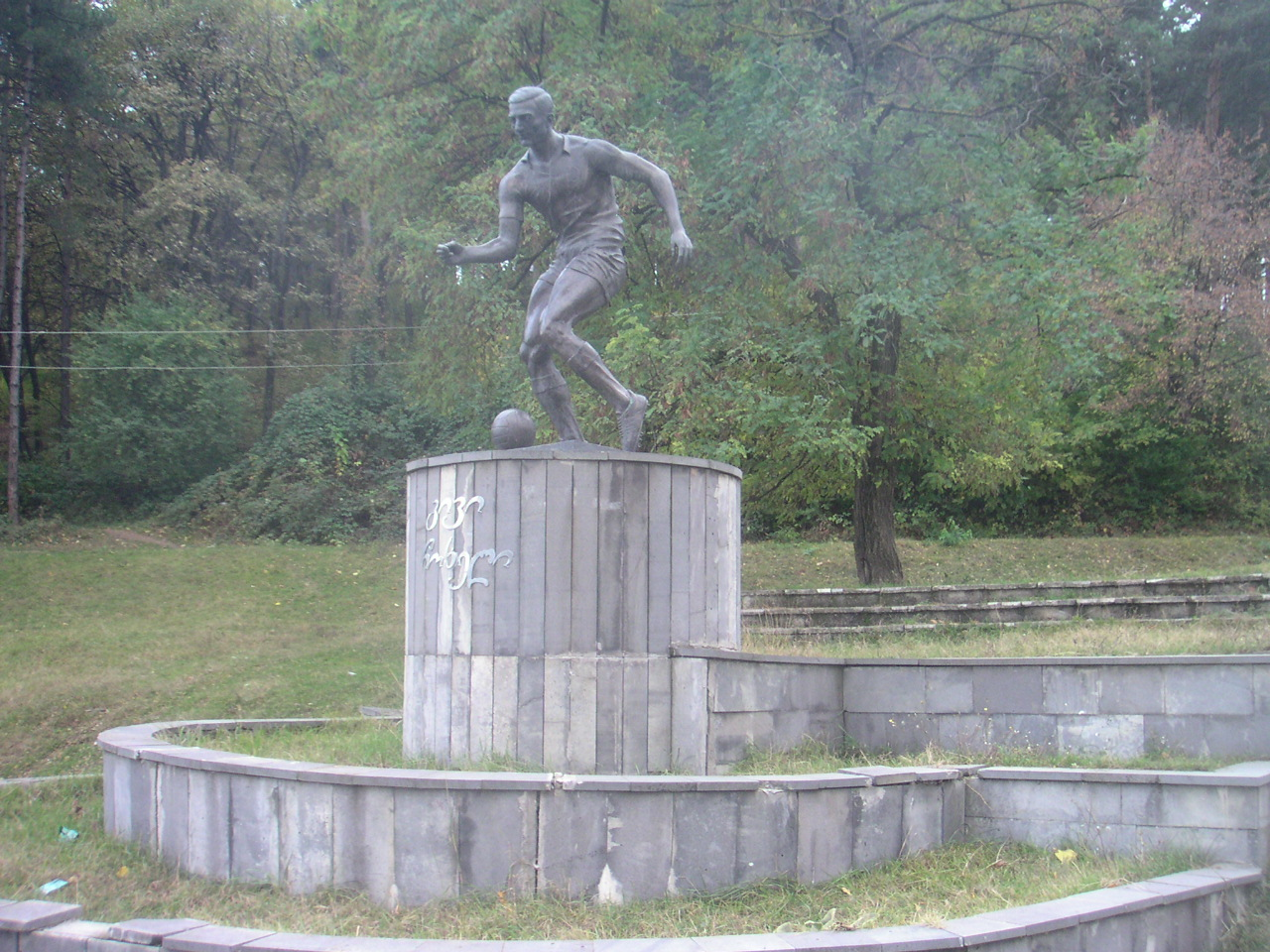
Skulptur von Giwi Tschocheli in Telavi

Nach seinem Karriereende wurde er Trainer bei Dinamo Tiflis in den Jugendabteilungen und später als Cheftrainer. Nach seiner Trainerkarriere und bis zu seinem Tod war Tschocheli Funktionär und Scout der Georgier. Tschocheli starb am 25. Februar 1994 in Tiflis.

## Erfolge
- Europameister 1960 mit der Sowjetunion
- Sowjetischer Meister 1964 mit dem FC Dinamo Tiflis